# Holger Schutkowski
Jochen Holger Schutkowski (* 3. September 1956 in Berlin; † 30. März 2020) war ein deutscher Anthropologe.

## Leben
Er studierte Anthropologie in Göttingen bei Bernd Herrmann. Nach der Promotion 1990 und der Habilitation 1998 wurde er 2000  Reader in Biological Anthropology an der Fakultät für Archäologie, Geographie und Umweltwissenschaften der University of Bradford, später Associate Dean for Research and Knowledge
Transfer und Bereichsleiter von 2006 bis 2010. 2011 wurde er an die Bournemouth University als Professor für Bioarchäologie berufen.

## Schriften (Auswahl)
- Zur Geschlechtsdiagnose von Kinderskeletten. Morphognostische, metrische und diskriminanzanalytische Untersuchungen. 1990, OCLC 716297096.
- Human ecology. Biocultural adaptations in human communities. Berlin 2006, ISBN 3-540-26085-4.